# Sutra del Loto: XXV capitolo

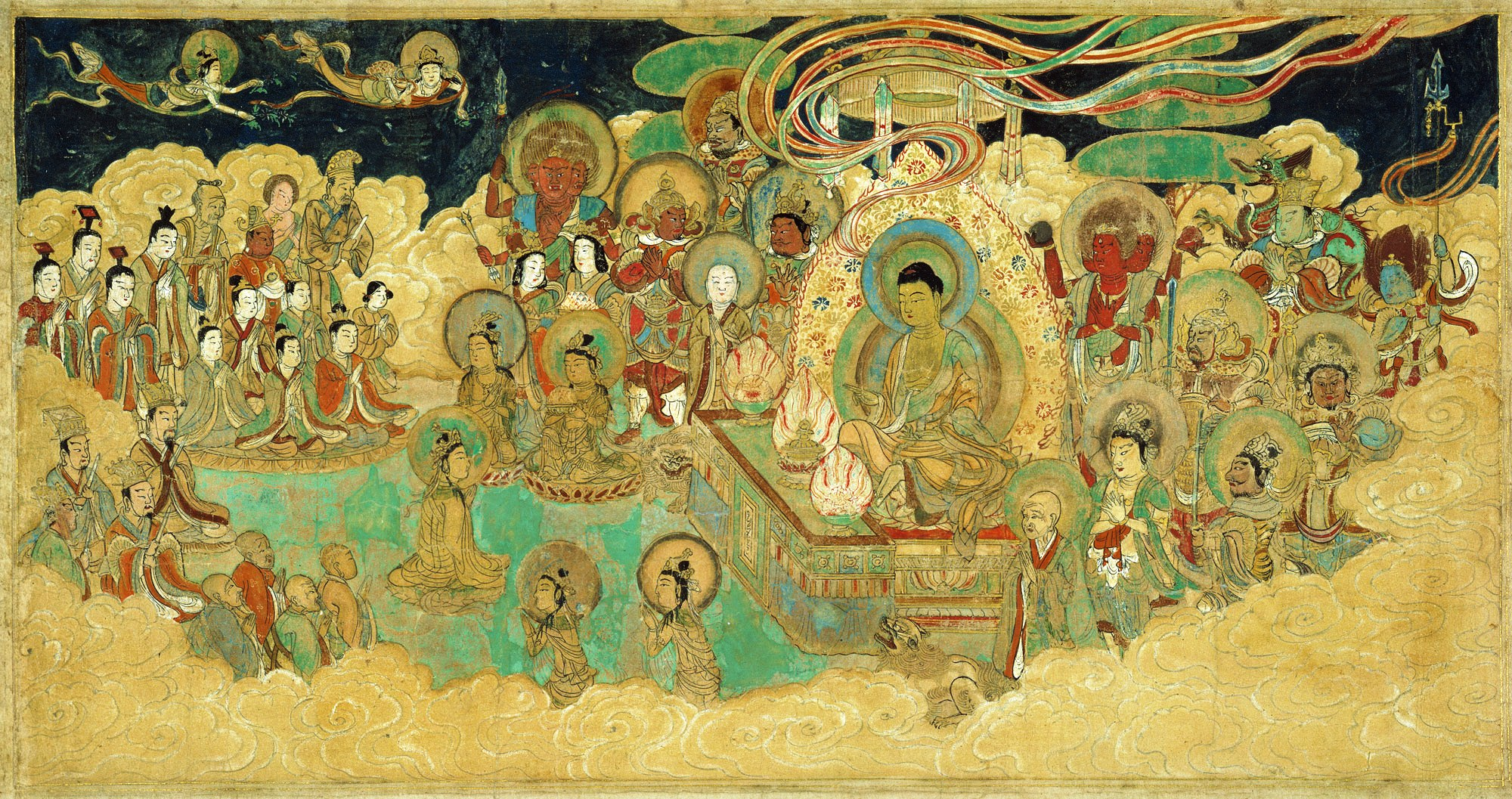
L'assemblea dei monaci descritta nel XXV capitolo del Sutra del Loto con la partecipazione dei bodhisattva e dei membri dellaṣṭasenā in un dipinto giapponese del XIII secolo conservato al Metropolitan Museum of Art di New York.

Il XXV capitolo del Sutra del Loto, indicato nella versione cinese di Kumārajīva come Guānshìyīn Púsà pǔmén pǐn (觀世音菩薩普門品, T.D. 262.9.56c2, La porta universale del bodhisattva Avalokiteśvara) si avvia con la spiegazione del nome di Avalokiteśvara (lingua cinese: 觀世音, Guānshìyīn), il bodhisattva della compassione:
"Per quale ragione, o Beato, il bodhisattva Avalokiteśvara  è chiamato Avalokiteśvara?"

Il Buddha rispose a Akṣayamati:

"Uomo devoto, se l'insieme delle numerose infinite miriadi di esseri che in questo momento stanno soffrendo udisse il nome del bodhisattva Avalokiteśvara e invocasse il suo nome sarebbero liberi da ogni sofferenza"»
(Guānshìyīn Púsà pǔmén pǐn (觀世音菩薩普門品, T.D. 262.9.56c2)
Il Buddha prosegue la sua spiegazione esemplificando molteplici condizioni di sofferenze e pericoli nelle quali è sufficiente pronunciare il nome di Avalokiteśvara per essere salvati. Anche per liberarsi dalle passioni
distruttive o per ottenere un figlio o una figlia dotati di virtù è sufficiente pronunciare con fede il nome di questo bodhisattva. E tale è la compassione di Avalokiteśvara che chi si affida a lui, chi a lui chiede soccorso, ottiene tutto quello che potrebbe ottenere da chi si affida a tutti gli altri bodhisattva messi insieme.
Avalokiteśvara assume la forma di tutti coloro a cui gli uomini si affidano o di cui hanno necessità: esso può avere la forma di un buddha, di un bodhisattva, di un pratyekabuddha, di uno śrāvaka, di Brahmā, di Śakra,  di Īśvara, di Maheśvara, di un generale delle schiere celesti, di Vaiśravaṇa, di un re minore, di un uomo anziano, di un cittadino, di un ministro, di un brahmano, di uno bhikṣu, di una bhikṣuṇī, di uno upāsaka, di una upāsikā , o ancora delle mogli di tutti costoro prendendo quindi la forma di una donna. Così Avalokiteśvara può prendere la forma di un fanciullo o di una fanciulla, o ancora quello di un dio, di un nāga , di uno yakṣa, di un gandharva, di un asura, di un garuḍa, di un kiṃnara, di un mahoraga, di un essere umano, o di un essere non umano, al fine di predicare il Dharma del Buddha.
Lo scopo del bodhisattva Avalokiteśvara nell'assumere tutte queste diverse forme di esistenza è quello di salvare tutti gli esseri senzienti, per questa ragione, spiega il Buddha, occorre essergli devoti, donandogli delle offerte.
Allora il bodhisattva Akṣayamati decise di offrire una preziosissima collana al  bodhisattva del Avalokiteśvara, ma quest'ultimo la rifiutò, ma poi si risolse ad accettarla solo quando Akṣayamati, e il Buddha stesso, lo invitarono a prenderla per la compassione degli esseri intervenuti all'assemblea dei monaci. Tuttavia, Avalokiteśvara, dopo aver accettato il dono lo divise in due, una parte la donò al Buddha, l'altra la donò allo stūpa di Prabhūtaratna. 
Il capitolo prosegue in versi, i quali invitano tutti gli esseri senzienti che si trovano in pericolo o sono in uno stato di sofferenza a meditare sulla figura del bodhisattva Avalokiteśvara.
Alla fine, il bodhisattva Dharaṇiṃdara (colui che regge la Terra) chiosa che coloro che ascolteranno questo XXV capitolo del Sutra del Loto otterranno notevoli benefici e, nell'assemblea in corso, numerosi furono coloro che raggiunsero, grazie alla predicazione di questo capitolo da parte del Buddha, l'anuttarā-samyak-saṃbodhi.